# Ensenada de Mompiche
Ensenada de Mompiche är en vik i Ecuador.   Den ligger i provinsen Esmeraldas, i den nordvästra delen av landet, 190 km väster om huvudstaden Quito.